# Microsoft Gaming
Microsoft Gaming är en division inom Microsoft som arbetar med datorspel och digital underhållning. Divisionen grundades 2022 efter Microsofts köp av Activision Blizzard. och är baserad i Redmond, Washington. Microsoft Gaming bestod i februari 2024 av över 40 bolag fördelade mellan divisionen Xbox Game Studios och dotterbolagen Zenimax Media och Activision Blizzard.

## Produkter

### Hårdvara och tjänster
Microsoft Gaming utvecklar och tillverkar Xbox-konsolerna och dess tillbehör, samt onlinetjänster via Xbox Live och prenumerationstjänster via Xbox Game Pass.

### Datorspel
Microsoft Gaming äger ett stort antal varumärken och datorspelsserier. Bland dessa finns Call of Duty, Halo, Minecraft, Warcraft, Diablo, StarCraft, Overwatch, The Elder Scrolls, Fallout, Crash Bandicoot, Spyro, Banjo-Kazooie, Perfect Dark, Doom, Wolfenstein, Quake, Dishonored, Pillars of Eternity, Hellblade, Gears of War, Fable, Forza, Tony Hawk's, Guitar Hero, Skylanders, Microsoft Flight Simulator, Age of Empires, och Candy Crush.

## Bolagsstruktur
| Microsoft Gaming | Microsoft Gaming | Microsoft Gaming |
| Xbox Game Studios | ZeniMax Media | Activision Blizzard |
| --- | --- | --- |
| - The Coalition - Compulsion Games - Double Fine Productions - Halo Studios - The Initiative - inXile Entertainment - Mojang Studios - Ninja Theory - Obsidian Entertainment - Playground Games - Rare - Turn 10 Studios - Undead Labs - World's Edge - Xbox Game Studios Publishing | - Arkane Studios - Bethesda Softworks - Bethesda Game Studios - id Software - MachineGames - ZeniMax Online Studios | Activision - Activision Shanghai Studio - Beenox - Demonware - Digital Legends Entertainment - Elsewhere Entertainment - High Moon Studios - Infinity Ward - Raven Software - Sledgehammer Games - Solid State Studios - Treyarch Blizzard Entertainment King |